# آشر ألين
آشر ألين (بالإنجليزية: Asher Allen)‏ هو لاعب كرة قدم أمريكية أمريكي، ولد في 22 يناير 1988 في Tucker, Georgia ‏ في الولايات المتحدة.

## وصلات خارجية
- آشر ألين على موقع مرجع كرة القدم المحترفة.كوم (الإنجليزية)